# Lago Cajari
O Lago Cajari é um lago localizado no município de Penalva, na Baixada Maranhense, a 123 km de São Luís.
A Baixada Maranhense é uma região formada por um relevo plano ou suavemente ondulado, com áreas rebaixadas que são inundadas no período chuvoso, além de diversos lagos formados pela atuação dos baixos cursos dos rios Grajaú, Pindaré, Mearim e Pericumã (lagos de inundação).
O lago Cajari pertence à sub-bacia do rio Pindaré, sendo influenciado por suas inundações sazonais. O canal de Maracu (também chamado de rio Maracu), com 18 km de extensão, conecta a região lacustre de Penalva ao lago de Viana e conecta também este ao rio Pindaré. 
Uma série de pequenos rios e igarapés alimentam um conjunto de lagos na região de Penalva, como os lagos Capivari, Formoso e da Lontra, interligados com o lago Cajari, que recebe suas águas e é considerado o maior e o mais rico em pescado, com 18,81 km² de extensão. 
Algumas espécies existentes nele são: mandi, branquinha, curimatá, pescada, piranha, traía, cascudo, bagrinho. 

## Barragem

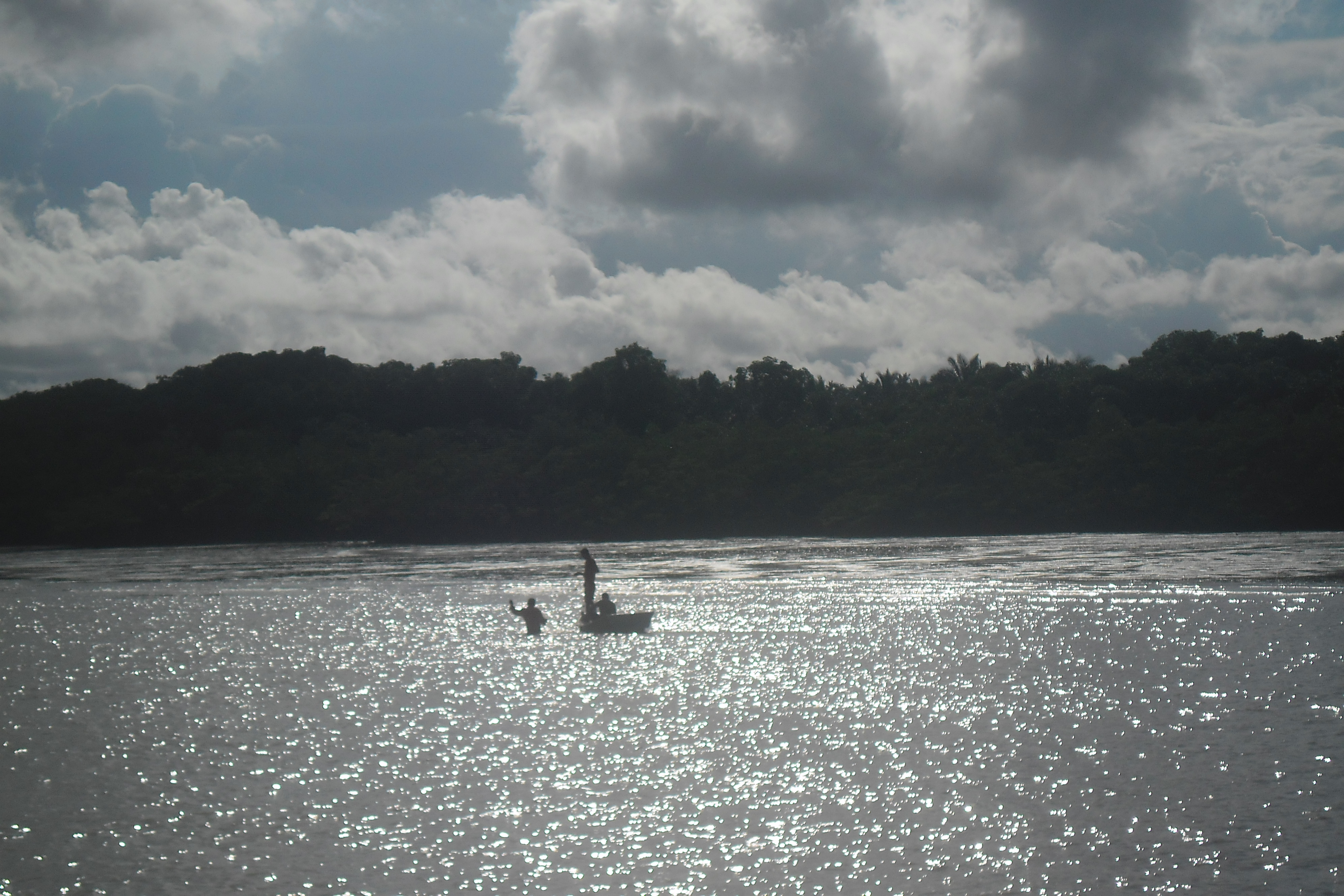
Pescadores na Baixada Maranhense

Em 1997, foi construída uma barragem no rio Maracu, pela Prefeitura de Penalva, com o objetivo de represar a água para o período de estiagem (julho a dezembro) e favorecer a pesca na região. A obra teve de ser reconstruída em 2005, após seu rompimento. 
Possui 121 metros de comprimento na região de Penalva, 4,50 metros de altura, e 17 metros de largura. Na porção após o bairro de Trizidela, sua extensão atinge 700 metros. Não possui comportas. O lago atinge 4 metros de profundidade no período das cheias.
A obra foi cercada de críticas pela ausência de estudos de impacto ambiental, tendo sido verificados: mudanças no fluxo natural da água, prejudicando espécies adaptadas à variação sazonal do nível do lago; bem como a população da região à jusante da barragem, durante períodos de estiagem, pela ausência de comportas para gestão do nível da água.